# Barje (Dimitrovgrad)
Pour les articles homonymes, voir Barje.
Barje (en serbe cyrillique : Барје ; en bulgare : Барие) est un village de Serbie situé dans la municipalité de Dimitrovgrad, district de Pirot. Au recensement de 2011, il comptait 28 habitants.

## Démographie
| 1948 | 1953 | 1961 | 1971 | 1981 | 1991 | 2002 | 2011 |
| ---- | ---- | ---- | ---- | ---- | ---- | ---- | ---- |
| 725  | 728  | 588  | 376  | 199  | 74   | 42   | 28   |

|  |